# Major Zero
Major Zero, successivamente noto semplicemente come Zero (ゼロ?) o Cipher, è un personaggio immaginario della serie di videogiochi Metal Gear ideata da Hideo Kojima. Il suo vero nome è David Oh.
Come personaggio egli esercita un influsso – talvolta diretto, altre volte indiretto – sull'intero arco narrativo della saga.

## Apparizioni e storia
Zero fa la sua prima apparizione in Metal Gear Solid 3: Snake Eater (2004) come comandante dell'unità speciale FOX, da lui fondata, per la quale lavora il protagonista Naked Snake, supportato via radio da Para-Medic e Sigint (subordinati di Zero) e dallo stesso Major Zero, che nella prima sessione del gioco si fa chiamare "Tom", con riferimento a un tunnel del film La grande fuga (1963); inoltre, come egli spiega in una conversazione via radio, in passato era conosciuto semplicemente con la lettera "O", ad indicare un «fantasma, uno la cui identità deve rimanere un mistero. Il progenitore delle operazioni d'infiltrazione solitarie». La missione coordinata da Zero, che in precedenza ha militato nello Special Air Service (SAS) dell'esercito britannico insieme a The Boss, assume tra gli obiettivi l'uccisione della stessa The Boss, che pur era stata una figura di riferimento per lui e per Snake.
Egli ricompare in Metal Gear Solid: Portable Ops (2006), dove cospira con Gene, servendosi di Ocelot poco prima della fondazione dei Patriots (che avviene anche per iniziativa di Ocelot, allo scopo di portare avanti gli ideali della "patriota" The Boss). In Metal Gear Solid 4: Guns of the Patriots (2008)  viene riferito – prima da EVA e poi da Big Boss – come Zero fondò i Patriots, dando vita in seguito a una rete di IA per controllare attraverso di esse la politica e l'economia mondiali (difatti, secondo EVA, le divergenze con Big Boss – che era per lui un insostituibile amico – avevano indotto Zero a non credere più negli esseri umani).
Nel finale di Metal Gear Solid: Peace Walker (2010), dopo l'ultima ricerca di Zadornov e la sua eliminazione, si scopre che Paz è un'agente segreta di Zero, da lei chiamato "Cipher", ed emergono altri dettagli sulla nascita delle divergenze tra lui e Big Boss:
(Pacifica Ocean, prima dello scontro finale in Peace Walker)
In Metal Gear Solid V: Ground Zeroes (2014) Paz è tenuta prigioniera e torturata da Skull Face allo scopo di farle rivelare dov'è Zero. Infatti, se all'epoca di Snake Eater egli risiedeva nella cittadina statunitense di Portsmouth, con la creazione delle IA si persero le sue tracce. Dopo la distruzione della Mother Base dei Caraibi, Zero – tramite la DARPA – fece programmare le IA a Strangelove.
Nelle Registrazioni verità di Metal Gear Solid V: The Phantom Pain (2015) è possibile ascoltare la confessione fatta da Paz a Skull Face sull'ubicazione di Zero: la Tenth Avenue nel quartiere di Hell's Kitchen a Manhattan. Nella stessa audiocassetta sono incluse varie conversazioni di Zero (che parla con un accento tipicamente inglese) fra cui quella in cui spiega a Ocelot che non voleva la morte di Big Boss e che anzi ora, con Big Boss in coma, sta facendo tutto il possibile per salvarlo, avendo anche creato allo scopo "un altro Snake", Venom Snake, onde permettere al vero Big Boss di far perdere le proprie tracce. Mentre Big Boss è in coma, Zero va a trovarlo in ospedale, raccontandogli – anche se Big Boss, essendo in coma, non può ascoltarlo – che anch'egli versa in gravi condizioni, per colpa dei parassiti con cui Skull Face, dopo averne scoperto l'ubicazione, lo ha fatto contagiare:
(Zero, nelle Registrazioni verità di The Phantom Pain)
La morte di Zero è mostrata in Guns of the Patriots, quando – ormai ultracentenario e ridotto allo stato vegetativo – viene rintracciato dopo la distruzione delle IA. Presso la tomba di The Boss, Big Boss mette fine alla vita di Zero, disattivando il respiratore che lo teneva in vita, abbracciandolo negli ultimi istanti.